# Campionati svizzeri di sci alpino 2002
I Campionati svizzeri di sci alpino 2002 si sono svolti ad Arosa, Bad Ragaz e Visperterminen dal 22 marzo all'11 aprile. Sono state disputate gare di slalom gigante e slalom speciale, sia maschili sia femminili, e di supergigante femminile.
Oltre agli sciatori svizzeri, hanno potuto concorrere al titolo anche gli sciatori di nazionalità liechtensteinese, mentre gli atleti delle altre federazioni, pur prendendo parte alle competizioni, potevano ottenere solo prestazioni valide ai fini del punteggio FIS.

## Risultati

### Uomini

#### Slalom gigante
| Pos. | Atleta              | Nazione       | Tempo   |
| ---- | ------------------- | ------------- | ------- |
| 1    | Didier Cuche        | Svizzera      | 2:19,80 |
| 2    | Didier Défago       | Svizzera      | 2:20,22 |
| 3    | Silvan Zurbriggen   | Svizzera      | 2:20,95 |
| 4    | Steve Locher        | Svizzera      | 2:21,52 |
| 5    | Markus Ganahl       | Liechtenstein | 2:22,04 |
| 6    | Tobias Grünenfelder | Svizzera      | 2:22,29 |
| 7    | Marco Büchel        | Liechtenstein | 2:22,35 |
| 8    | Achim Vogt          | Liechtenstein | 2:22,50 |
| 9    | Daniel Albrecht     | Svizzera      | 2:22,58 |
| 10   | Grégoire Farquet    | Svizzera      | 2:22,72 |

Data: 2 aprile

Località: Visperterminen

#### Slalom speciale
| Pos. | Atleta            | Nazione       | Tempo   |
| ---- | ----------------- | ------------- | ------- |
| 1    | Urs Imboden       | Svizzera      | 1:21,76 |
| 2    | Markus Ganahl     | Liechtenstein | 1:21,77 |
| 3    | Silvan Zurbriggen | Svizzera      | 1:21,87 |
| 4    | Thomas Geisser    | Svizzera      | 1:21,88 |
| 5    | Roger Zweifel     | Svizzera      | 1:22,82 |
| 6    | Andreas Omminger  | Austria       | 1:23,09 |
| 7    | Marc Gini         | Svizzera      | 1:23,55 |
| 8    | Marc Berthod      | Svizzera      | 1:23,97 |
| 9    | Naoki Yuasa       | Giappone      | 1:24,05 |
| 10   | Shōhei Yokota     | Giappone      | 1:24,42 |

Data: 22 marzo

Località: Bad Ragaz

### Donne

#### Supergigante
| Pos. | Atleta               | Nazione  | Tempo   |
| ---- | -------------------- | -------- | ------- |
| 1    | Tamara Müller        | Svizzera | 1:28,15 |
| 2    | Ingrid Jacquemod     | Francia  | 1:28,20 |
| 3    | Sylviane Berthod     | Svizzera | 1:28,49 |
| 4    | Martina Schild       | Svizzera | 1:29,08 |
| 5    | Linda Alpiger        | Svizzera | 1:29,18 |
| 6    | Corinne Rey-Bellet   | Svizzera | 1:29,30 |
| 7    | Fabienne Suter       | Svizzera | 1:29,38 |
| 8    | Alexandra Coletti    | Italia   | 1:29,39 |
| 9    | Fränzi Aufdenblatten | Svizzera | 1:29,50 |
| 10   | Karine Meilleur      | Svizzera | 1:29,72 |

Data: 10 aprile

Località: Arosa

#### Slalom gigante
| Pos. | Atleta               | Nazione  | Tempo   |
| ---- | -------------------- | -------- | ------- |
| 1    | Marion Bertrand      | Francia  | 2:49,62 |
| 2    | Sonja Nef            | Svizzera | 2:49,68 |
| 3    | Corinne Rey-Bellet   | Svizzera | 2:49,89 |
| 4    | Erika Dicht          | Svizzera | 2:50,13 |
| 5    | Marlies Oester       | Svizzera | 2:50,26 |
| 6    | Fränzi Aufdenblatten | Svizzera | 2:50,60 |
| 7    | Kristina Duvillard   | Francia  | 2:50,63 |
| 8    | Katja Jossi          | Svizzera | 2:50,68 |
| 9    | Sandra Gini          | Svizzera | 2:50,72 |
| 10   | Julie Duvillard      | Francia  | 2:51,10 |

Data: 11 aprile

Località: Arosa

#### Slalom speciale
| Pos. | Atleta               | Nazione  | Tempo   |
| ---- | -------------------- | -------- | ------- |
| 1    | Marlies Oester       | Svizzera | 1:44,12 |
| 2    | Corina Grünenfelder  | Svizzera | 1:44,84 |
| 3    | Manuela Suitner      | Austria  | 1:45,19 |
| 4    | Sandra Gini          | Svizzera | 1:45,28 |
| 5    | Katja Jossi          | Svizzera | 1:45,62 |
| 6    | Erika Dicht          | Svizzera | 1:45,68 |
| 7    | Sabrina Raich        | Austria  | 1:45,82 |
| 8    | Fränzi Aufdenblatten | Svizzera | 1:46,62 |
| 9    | Rabea Grand          | Svizzera | 1:47,21 |
| 10   | Pamela Ziegler       | Svizzera | 1:47,42 |

Data: 12 marzo

Località: Bad Ragaz